# New Echota

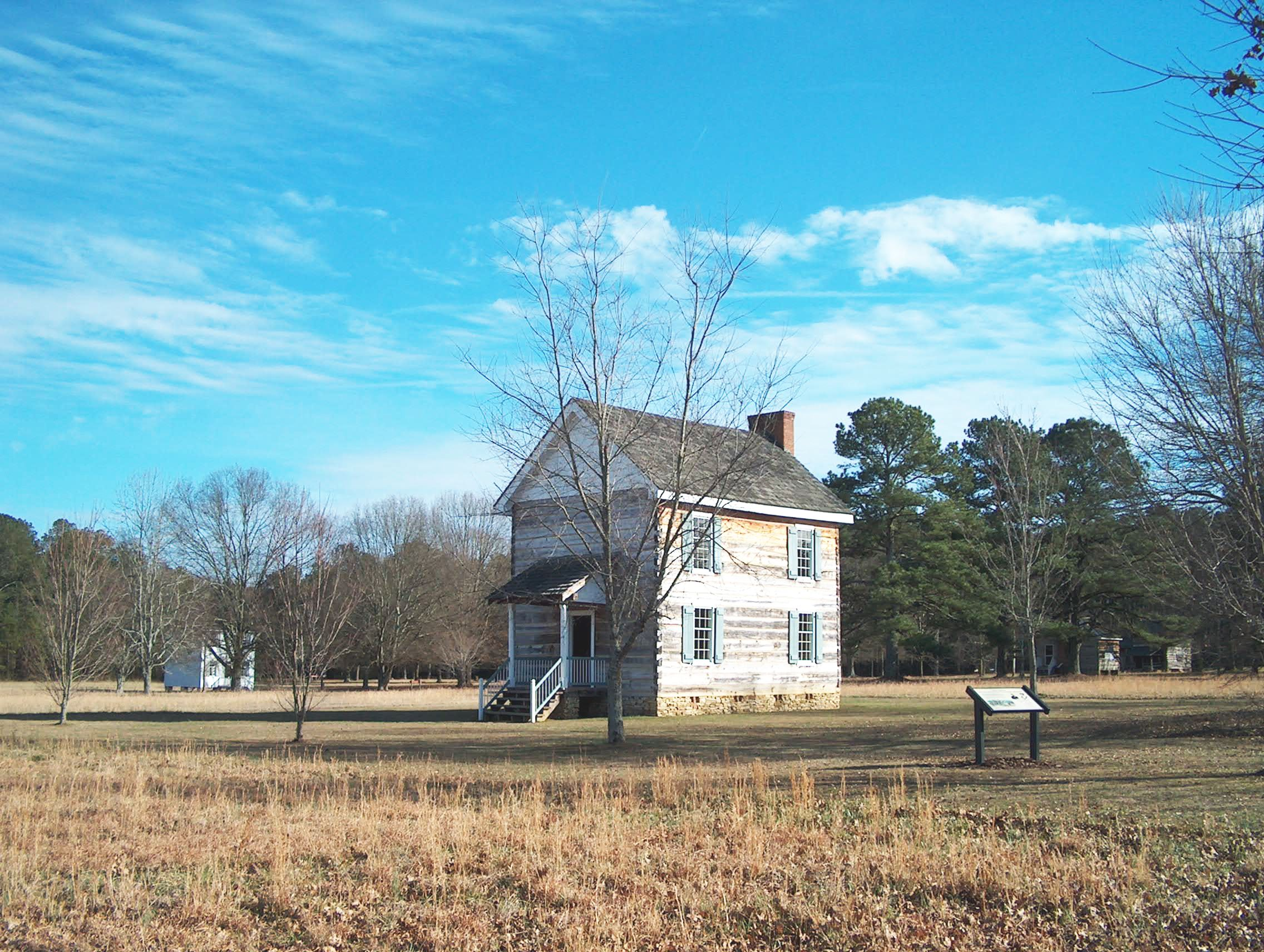
Historyczne Miejsce New Echota, Georgia, USA, 2006. Ukazuje drukarnię (w której powstawała gazeta Czirokezów Cherokee Phoenix, drukowana m.in. alfabetem sylabicznym, który wynalazł Sekwoja) oraz dom Rady Narodu Czirokezów z okresu, zanim miał miejsce „Szlak Łez” – przymusowy marsz Czirokezów na zachód, na Terytorium Indiańskie za Missisipi.

New Echota – historyczna stolica Narodu Czirokezów (ang. Cherokee Nation), plemienia północnoamerykańskich Indian z Południowego Wschodu USA z początków XIX w. Opuszczona po kilkunastu latach na skutek presji białych osadników ze stanu Georgia na ziemie Indian i przymusowego wysiedlenia Pięciu Cywilizowanych Narodów na Terytorium Indiańskie. Od połowy XX w. park historyczny w stanie Georgia w USA.
Obecny park stanowy i historyczny New Echota jest częścią dawnych ziem plemienia Czirokezów, na których ok. 1819 roku, u zbiegu rzek Coosawattee i Conasauga (które tworzą tam rzekę Oostanaula) oraz nad Town Creek, powstało – na miejscu wcześniejszych wiosek – ich główne, przez kolejne kilkanaście lat, osiedle. Woda była bowiem nie tylko ważnym bogactwem naturalnym i podstawą czirokeskiego rolnictwa i hodowli, ale także ważnym elementem plemiennych wierzeń i obrzędów.
O ile nazwy wiosek istniejących wcześniej w tym samym miejscu nie zachowały się, to uważa się, że „New Echota” oznaczało „Nowe Miasto”, a nazwa ta została nadana osiedlu przez czirokeskich osadników, przybyłych ze wschodu w poszukiwaniu nowych terenów łowieckich i rolniczych (Chota to nazwa dwóch innych ówczesnych wsi czirokeskich, położonych w Georgii i Tennessee). Biali nazywali tę okolicę New Town (Nowe Miasto) lub Fork Ferry (Prom w widłach (rzek)), a Czirokezi – Gensagi (być może tak nazywała się starsza wioska w tym miejscu).
Od 1823 roku New Echota stało się miejscem narad wodzów plemienia, a jego centralne położenie sprawiło, że 12 listopada 1825 roku zostało oficjalnie ogłoszone stolicą Narodu Czirokezów. Rada plemienna zatwierdziła wówczas projekt budowy piętrowego domu spotkań Rady, budynku Sądu Plemiennego, a później także siedziby redakcji gazety Cherokee Phoenix, drukowanej sylabicznym alfabetem, który opracował jeden z najbardziej znanych później Czirokezów, Sekwoja. Jednak uchwalona w 1830 roku przez Kongres USA Ustawa o przesiedleniu Indian (ang. Indian Removal Act) położyła kres niedługiemu okresowi względnej pomyślności Pięciu Cywilizowanych Narodów, w tym Czirokezów i ich nowej stolicy.

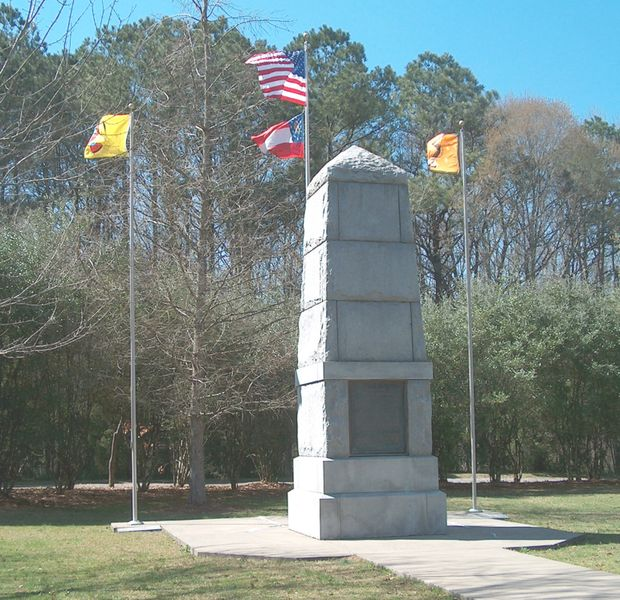
Historyczne Miejsce New Echota, Georgia, USA, 2006. Ukazuje pomnik poświęcony pamięci ofiar „Szlaku Łez” – przymusowego wysiedlenia Czirokezów z plemiennych ziem na wschodzie USA na Terytorium Indiańskie za Missisipi.

W 1832 roku, na mocy szóstej loterii ziemskiej stanu Georgia, ziemie Czirokezów zostały udostępnione pod osadnictwo białych. Problem polegał na tym, że Naród Czirokezów nigdy nie zrzekł się formalnie swoich ziem na rzecz państwa. Dlatego przez kolejne 6 lat obejmowanie nowych działek przez białych osadników odbywało się pod brutalną nierzadko osłoną oddziałów milicji Georgii. W 1834 roku New Echota niemal opustoszała, a spotkania Rady przeniesiono do Red Clay w dzisiejszym stanie Tennessee.
W 1835 roku niewielka grupa Czirokezów, znana jako Ridgeites albo Treaty Party (Frakcja Traktatowa), w domu należącym niegdyś do twórcy czirokeskiej gazety Eliasa Boudinot podpisała z przedstawicielami władz USA niekorzystny dla całego plemienia traktat z New Echota. W 1838 roku armia USA, pod dowództwem Winfielda Scotta, rozpoczęła przymusowe wysiedlanie Czirokezów z Georgii, a w forcie na terenie dawnego New Echota utworzono placówkę przesiedleńczą, zwaną też Fort Winfield Scott (lub Fort New Echota), w której gromadzono indiańskich jeńców z okolicznych terenów.
Po wysiedleniu Czirokezów na Terytorium Indiańskie ich krótkotrwała stolica pozostawała praktycznie opuszczona przez ponad 100 lat. Użytkowano tylko pojedyncze domy, w tym największy, należący niegdyś do misjonarza Samuela Worcestera. W połowie XX w. teren ten przekazano władzom stanowym z myślą o jego ochronie, a od 1954 roku w New Echota rozpoczęły się prace wykopaliskowe. Archeologowie Larsen i Caldwell, obok typowych znalezisk, odszukali także dużą część czcionek używanych kiedyś do drukowania Cherokee Phoenix oraz szczątki wielu budynków. W 1957 roku zapadła decyzja o rekonstrukcji New Echota i utworzeniu Parku Stanowego Georgii (ang. Georgia State Park).
Dziś dla zwiedzających otwarte są m.in. Dom Rady, gdzie uchwalano prawa narodu Czirokezów, i Sąd Najwyższy, gdzie prawa te wcielano w życie, a także budynek redakcji i drukarni Cherokee Phoenix – pierwszej indiańskiej gazety w Ameryce Północnej, którą Elias Boudinot pisał, a biały drukarz drukował czcionką wynalezioną przez metyskiego Czirokeza Sekwoję. Nieopodal stoi dom Samuela Worcestera, misjonarza i doradcy Czirokezów w ciężkich dla nich czasach. Po New Echota znowu spacerują ludzie, w tym oprowadzający turystów indiańscy przewodnicy.